# Radio Universidad Nacional de la Patagonia San Juan Bosco
Radio Nacional de la Universidad Nacional de la Patagonia San Juan Bosco es la radio institucional de esa Universidad. Fue creada mediante decreto presidencial 783/89 durante la presidencia de Raúl Alfonsín y comenzó a funcionar el 4 de mayo de 1994.
Su sede está emplazada en el barrio histórico de General Mosconi en Comodoro Rivadavia.
La radio surgió debido a la necesidad de divulgar la producción científica de la Universidad Nacional de la Patagonia y fue creciendo, incorporando nuevas voces y nuevos actores de la comunicación, transformándose en una herramienta comunicacional muy demandada por distintos sectores de la comunidad en general.
Desde 1998 la radio forma de la red de emisoras universitarias de Argentina ARUNA participando de las actividades que propone dicha asociación y formando parte de su Comisión Directiva.
Emite en la frecuencia de 93.1 MHz habiendo comenzado emitiendo en 92.9 MHz La licencia asignada por el Estado Nacional es LRF 309. Es de característica pública y abierta a las distintas corrientes de pensamiento transformándose de esta manera en un medio profundamente democrático.